# Vladimír Gebauer
Vladimír Gebauer (* 27. dubna 1946 Kladno) je český malíř a grafik.

## Život
Původně měl v úmyslu jít na lesnickou školu, ale nakonec změnil rozhodnutí a v letech 1960-1964 absolvoval Střední odbornou školu výtvarnou. Poté studoval na Akademii výtvarných umění v Praze v ateliéru prof. Františka Jiroudka. Po dokončení studia získal "modrou knížku" a vyhnul se vojenské službě. V roce 1971 se oženil s Pavlou Aubrechtovou a oba začali rekonstruovat dům ve Starém Strašecí, kam se odstěhovali. Podařilo se mu získat krátkodobá tvůrčí stipendia a od roku 1968 do konce 70. let se zúčastnil několika kolektivních výstav mladých výtvarníků a malířů pražského regionu.
Od roku 1983 spolu s Pavlou Aubrechtovou navázal kontakt s neoficiální Galerií H bratří Hůlů v Kostelci nad Černými lesy a nechyběl na žádné z tamějších tematických výstav. Po celou dobu normalizace se oba manželé živili drobnými zakázkami a vystavovali samostatně většinou jen v neoficiálních galeriích nebo v místě svého bydliště v Novém Strašecí. Roku 1986 měl výstavu v Gallery Art Space v Nishinomiya v Japonsku. Po roce 1989 vystavoval v USA (1999) a v Německu (2003) a měl retrospektivní výstavy v Letohrádku Ostrov (1991) a v Rabasově galerii (2007).

### Členství v uměleckých spolcích
- 1990-1993 Výtvarná společnost Kruh
- 1992-1999 Nové sdružení pražských umělců
- 2007- Umělecká beseda

## Dílo
Gebauerův výtvarný názor se formoval už během studií ve druhé polovině 60. let. Při snaze o vystižení přírodních rytmů a zachycení detailů se rodil jeho vztah k obyčejným předmětům. Na počátku 70. let vytvořil cyklus k výročí lidické tragédie. Zaujaly ho fragmenty příběhů a kresbu začal spojovat s koláží a útržky papírů. Jeho malba je někdy střídmě barevná a působí uměřeně, jindy se v ní odehrávají děje připomínající bouřlivé přírodní proměny. Zabývá se také komorní grafikou, ve které experimentuje a nachází vlastní postupy. Je mimořádně citlivý při ilustrování literárních předloh. To ukázal již na tematické výstavě Čtyřverší (1984) v Galerii H, když vytvořil křehké koláže k básním Jesenina, Mandelštama, Seiferta nebo Holana, nebo při ilustrování Rimbaudových Dopisů vidoucího.
V Gebauerových krajinách se postupně objevovaly znaky, písmena a geometrické prvky a nakonec přešel k tvorbě asambláží. V nich užívá konkrétní nalezené předměty, jako kousky drátu, hřebíky, střepiny skla, útržky látek a nití, ale netvoří z nich "ready made". Nalezené se stává prvkem kompozice a představuje záznam prchavého pocitu, okamžiku v plynutí času, který nelze opakovat. Výsledek závisí na každé maličkosti – přesném tónu barvy, úhlu pootočení, síle a ztenčení linie. Používá přírodní jíly a míchá z nich barevné pasty, které pak užije k modelaci reliéfních ploch obrazů. Z přírodnin i ze zbytků různých předmětů nebo nástrojů vytváří drobné i větší prostorové kompozice jako rytmizované podobizny svých vnitřních krajin. Je přecitlivělý, často nejistý, ale v konečném vyznění se obvykle nemýlí. Jedinečnost jeho díla spočívá v silném vztahu ke každému materiálu a ve zjitřeném citu, který vždy hraničí s bolestí.
Gebauer ve své tvorbě vychází z konkrétní krajiny nebo jejího jednotlivého prvku. Nezprostředkovává přitom vnější podobu krajiny, ale spíše pocit nebo stopu, kterou zanechala v jeho vědomí. Jeho abstrakce skutečnosti jde tak daleko, že se může zdát jen volnou hrou barev, tvarů a gest, která už ztratila sepětí s realitou. Jeho projev není odvozen z dobových mód, ale není ani vykalkulovanou "osobitostí". Přestože užívá barvu, tvar i symbol velmi střídmě, neztrácejí jeho obrazy nic ze své imaginativní síly. Naprosté osvobození od jakéhokoliv předem zvoleného řádu přináší nebývalou výrazovou svobodu, ale zároveň nejistotu ze selhání vlastní citlivosti a z překročení hranice, která odděluje umělecké dílo od estetické hříčky nebo formálního cvičení. Vladimír Gebauer toto riziko podstupuje a jeho soustředěně narůstající dílo se již stalo nespornou hodnotou českého výtvarného umění.

### Zastoupení ve sbírkách
- Národní galerie v Praze
- Uměleckoprůmyslové museum
- Art Unidentified, Nishinomiya
- Galerie Středočeského kraje (GASK)
- Galerie umění Karlovy Vary
- Oblastní galerie v Liberci
- Muzeum umění Olomouc
- Horácká galerie v Novém Městě na Moravě
- Ministerstvo kultury České republiky
- Památník národního písemnictví
- Pražská plynárenská, a.s., Praha
- Geofyzikální ústav AV ČR, v.v.i., Praha

### Autorské výstavy
- 1973 Vladimír Gebauer: Obrazy, Dřevotvar Jičín
- 1974 Obřadní síň MěNV Nové Strašecí
- 1981 Vladimír Gebauer, Muzeum Nové Strašecí
- 1984 Vladimír Gebauer, Kurt Gebauer, Realizace '84, Galerie H, Kostelec nad Černými lesy
- 1986 Vladimír Gebauer: Plakáty, kresby, Gallery Art Space, Nishinomiya
- 1986 Vladimír Gebauer, Muzeum Nové Strašecí
- 1986/1987 Vladimír Gebauer: Kresby, Oblastní galerie v Liberci
- 1988 Vladimír Gebauer: Kresby, Divadlo hudby OKS, Olomouc
- 1990 Vladimír Gebauer: Kresby – grafika – objekty, Artotéka, Obvodní knihovna v Praze 4, Praha
- 1991 Vladimír Gebauer: Tvorba z let 1968–1991 (Obrazy, kresby, objekty), Letohrádek Ostrov
- 1992 Vladimír Gebauer: Obrazy, kresby, asambláže, Divadlo Labyrint, Praha
- 1996 Vladimír Gebauer: Malba a kresba na papíře, Galerie Jiřího Jílka, Šumperk
- 1998 Vladimír Gebauer: Obrazy, Divadlo Orfeus, Praha
- 1999 Vladimír Gebauer, Glass Gallery, Atlanta, Georgie, USA
- 2002 Vladimír Gebauer, Divadlo Orfeus, Praha
- 2002 Vladimír Gebauer: Obrazy, Galerie U Dagmary, Praha, Muzeum Nové Strašecí
- 2003 Vladimír Gebauer, Schweinfurt, Německo
- 2003 Vladimír Gebauer: Asambláže, kresby, Obchod s ručním papírem, galerie a písařství, Praha
- 2005 Vladimír Gebauer: Návraty, Galerie Rozehnal, Praha
- 2006 Vladimír Gebauer, Salon Zdenky Podhajské, Praha
- 2006 Vladimír Gebauer: Obrazy, krabice, kresby, Geofyzikální ústav AV ČR, Praha
- 2007 Vladimír Gebauer: Cesty, Rabasova galerie Rakovník
- 2009 Pavla Aubrechtová, Vladimír Gebauer – spolu, a každý jinak, Galerie Smečky, Praha
- 2010 Vladimír Gebauer: Stopy, otisky, doteky, Studio Paměť, společnost pro záchranu kulturních hodnot, Praha
- 2011/2012 Tajemství Pavly Aubrechtové, Kabinet Vladimíra Gebauera, Muzeum Montanelli Praha
- 2015/2016 Pavla Aubrechtová a Vladimír Gebauer: Ohlédnutí, Muzeum Nové Strašecí
- 2017 Vladimír Gebauer: Asambláže, Galerie FONS firmy STAPRO s.r.o., Pardubice
- 2018 Pavla Aubrechtová a Vladimír Gebauer: Tak blízko, tak daleko, Galerie Makráč, Praha

### Ilustrace
- Jean Arthur Rimbaud, Dopisy vidoucího, Gallery, spol. s r.o. (Jaroslav Kořán), Praha 2003, ISBN 9788086010342

### Katalogy
- Vladimír Gebauer, text Řeháková Naďa, Oblastní galerie v Liberci 1986
- Vladimír Gebauer: Kresby, text Hůla Jiří, Divadlo hudby OKS, Olomouc 1988
- Vladimír Gebauer: Tvorba z let 1968-1991. Obrazy, kresby, objekty, text Orlíková Brabcová Jana Alexandra, Galerie umění Karlovy Vary 1991
- Vladimír Gebauer: Malba a kresba na papíře, text Koval Miroslav, Galerie Jiřího Jílka, Šumperk 1996
- Vladimír Gebauer: Obrazy, asambláže, kresby (5 reprodukcí), text Machalický Jiří, Obchod s ručním papírem, galerie a písařství, Praha 2003
- Vladimír Gebauer: Návraty, text Machalický Jiří, Galerie Rozehnal Praha 2005
- Vladimír Gebauer: Obrazy, krabice, kresby, texty Hůla Jiří, Rimbaud Jean Arthur, Geofyzikální ústav AV ČR, Praha 2006
- Pavla Aubrechtová, Vladimír Gebauer – spolu, a každý jinak, text Jiří Machalický, Galerie Smečky, Praha 2009